# Hoplicnema woldai
Hoplicnema woldai là một loài bọ cánh cứng trong họ Corylophidae. Loài này được Pakaluk miêu tả khoa học đầu tiên năm 1987.